# Krivini
Krivini (en rus: Кривины) és un poble de l'óblast de Pskov, a Rússia, segons el cens del 2010 tenia 4 habitants. Pertany al districte de Krasnogorodsk.